# De tre nordiske Kongers Møde i Malmø
De tre nordiske Kongers Møde i Malmø er en dansk stumfilm, der er optaget i forbindelse med Trekongemødet i 1914 mellem de tre regenter i Danmark, Norge og Sverige. På mødet blev de skandinaviske landes neutralitet bekræftet.

## Handling
De tre nordiske kongers møde i Malmø 18.-19. december 1914. Kong Gustav 5. modtager kong Christian 10. af Danmark i Malmø Havn. Kong Haakon 7. ankommer til Malmös centralstation.